# Al Qama
Al Qama, también escrito Al Kama, Alqama, Alkama o Alaqama (f. 722) fue un general musulmán destacado en el norte de la península ibérica a comienzos del siglo VIII.
Por orden de Munuza, gobernador de Asturias, Al Qama comandó un pequeño ejército con la misión de acabar con la revuelta de Don Pelayo en la zona. Estando Pelayo en la montaña Auseva, el ejército de Al Qama llegó hasta él y preparó numerosos tiendas en la entrada de la cueva. Al Qama ordenó empezar el combate, y los soldados cogieron las armas. Empezaron a lanzar piedras al interior de la cueva, pero los hombres de Pelayo contraatacaron y el ejército de Al Qama huyó.
Al Qama fracasó en su empeño, siendo sorprendido y muerto en la batalla de Covadonga, tras la cual sus tropas fueron dispersadas y los musulmanes expulsados de Asturias.